# Elvis' Golden Records Volume 3
Elvis' Golden Records Volume 3 es el decimoctavo álbum y el tercer álbum recopilatorio del músico y cantante estadounidense Elvis Presley, publicado por la compañía discográfica RCA Victor en agosto de 1963. El álbum es el tercer volumen de un total de una colección de cinco discos recopilatorios publicados en vida de Presley e incluye sus mayores éxitos de 1960, 1961 y 1962.
El álbum fue publicado originalmente en mono y sonido estereofónico y fue reeditado varias veces en disco compacto, incluyendo una edición de 1997 con seis temas extra. Fue certificado por la RIAA como disco de platino por la RIAA.

## Contenido
El representante de Presley, Tom Parker, previó una estrategia de marketing basada en alternar bandas sonoras con grabaciones de estudio independientes, acompañada de varios sencillos. A mediados de 1963, los álbumes de estudio de Presley habían tenido problemas de ventas, mientras que las bandas sonoras habían supuesto un buen negocio. Varias sesiones a finales de mayo no lograron producir material suficiente para un álbum normal, por lo que las canciones fueron publicadas en sencillos y en el recopilatorio Elvis for Everyone. La solución inmediata fue realizar otro recopilatorio de sencillos de éxito, que demostró otro éxito en la estrategia de marketing.
Golden Records Volume 3 incluyó ocho sencillos que llegaron al top 5 de la lista Billboard Hot 100, junto a cuatro caras B que también llegaron al top 40: "Fame and Fortune", "I Gotta Know", "Little sister" y "Antything That's Part of You". Cinco caras A, "Stuck on You", "It's Now or Never", "Are You Lonesome Tonight", "Good Luck Charm" y "Surrender", llegaron al número uno. Al igual que otros títulos de la serie, todos los sencillos del recopilatorio habían sido certificado como discos de oro por la RIAA con ventas de al menos 500 000 unidades.
El álbum original fue publicado por primera vez en disco compacto por RCA en 1992. En 1997, fue reeditado con seis temas extra, entre los que se incluyó "Can't Help Falling in Love", de la banda sonora Blue Hawaii.

## Canciones
| Cara A |  |                                       |                                               |                       |          |                        |          |          |
| No.    |  | Título                                | Escritor(es)                                  | Grabación             | Catálogo | Publicación            | Posición | Duración |
| 1.     |  | "It's Now or Never"                   | Eduardo di Capua, Aaron Schroeder, Wally Gold | 3 de abril de 1960    | 47-7777  | 5 de julio de 1960     | 1        | 3:15     |
| 2.     |  | "Stuck on You"                        | Aaron Schroeder, S. Leslie McFarland          | 20 de marzo de 1960   | 47-7740  | 23 de marzo de 1960    | 1        | 2:18     |
| 3.     |  | "Fame and Fortune"                    | Fred Wise, Ben Weisman                        | 20 de marzo de 1960   | 47-7740b | 23 de marzo de 1960    | 17       | 2:30     |
| 4.     |  | "I Gotta Know"                        | Paul Evans, Matt Williams                     | 3 de abril de 1960    | 47-7810b | 1 de noviembre de 1960 | 20       | 2:15     |
| 5.     |  | "Surrender"                           | Doc Pomus, Mort Shuman                        | 30 de octubre de 1960 | 47-7850  | 7 de febrero de 1961   | 1        | 1:52     |
| 6.     |  | "I Feel So Bad"                       | Chuck Willis                                  | 12 de marzo de 1961   | 47-7880  | 2 de mayo de 1961      | 5        | 2:54     |
| Cara B |  |                                       |                                               |                       |          |                        |          |          |
| No.    |  | Título                                | Escritor(es)                                  | Grabación             | Catálogo | Publicación            | Posición | Duración |
| 1.     |  | "Are You Lonesome Tonight?"           | Lou Handman, Roy Turk                         | 3 de abril de 1960    | 47-7810  | 1 de noviembre de 1960 | 1        | 3:05     |
| 2.     |  | "(Marie's the Name) His Latest Flame" | Doc Pomus, Mort Shuman                        | 25 de junio de 1961   | 47-7908  | 8 de agosto de 1961    | 4        | 2:08     |
| 3.     |  | "Little Sister"                       | Doc Pomus, Mort Shuman                        | 25 de junio de 1961   | 47-7908b | 8 de agosto de 1961    | 5        | 2:31     |
| 4.     |  | "Good Luck Charm"                     | Aaron Schroeder, Wally Gold                   | 15 de octubre de 1961 | 47-7992  | 27 de febrero de 1962  | 1        | 2:24     |
| 5.     |  | "Anything That's Part of You"         | Don Robertson                                 | 15 de octubre de 1961 | 47-7992b | 27 de febrero de 1962  | 31       | 2:05     |
| 6.     |  | "She's Not You"                       | Doc Pomus, Jerry Leiber and Mike Stoller      | 19 de marzo de 1962   | 47-8041  | 17 de julio de 1962    | 5        | 2:08     |

## Personal
| - Elvis Presley – voz y guitarra acústica - Scotty Moore – guitarra - Hank Garland – guitarra y bajo - Tiny Timbrell – guitarra - Neal Matthews – guitarra - Harold Bradley – guitarra - Jerry Kennedy – guitarra - Floyd Cramer – piano y órgano - Gordon Stoker – piano - Dudley Brooks – piano | - Bob Moore – bajo - Ray Siegel – bajo - Meyer Rubin – bajo - D.J. Fontana – batería - Buddy Harman – batería - Hal Blaine – batería - Boots Randolph – saxofón - Jimmie Haskell – acordeón - The Jordanaires – coros - Millie Kirkham – coros |

## Posición en listas
| País           | Lista                | Posición |
| -------------- | -------------------- | -------- |
| Estados Unidos | Billboard Pop Albums | 3        |